# Panthea acronyctoides
Panthea acronyctoides (tên tiếng Anh: Zigzag đen) là một loài bướm đêm thuộc họ Noctuidae. Nó được tìm thấy từ Newfoundland to British Columbia và adjacent các bang miền bắc, phía nam ở phía tây đến Colorado, phía nam ở phía đông đến New England và Kentucky.

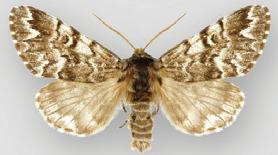
Panthea acronyctoides acronyctoides đực

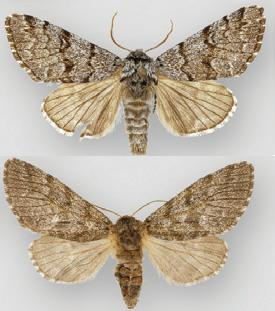
Panthea acronyctoides nigra cái (trên), cái (dưới)

Sải cánh dài 30–35 mm. Con trưởng thành bay từ tháng 5 đến tháng 8 tùy theo địa điểm.
Ấu trùng ăn Balsam Fir, miền đông Hemlock, miền đông Larch, Pines, và Spruces.

## Phụ loài
Có hai phụ loài được công nhận:
- Panthea acronyctoides acronyctoides
- Panthea acronyctoides nigra

## Hình ảnh

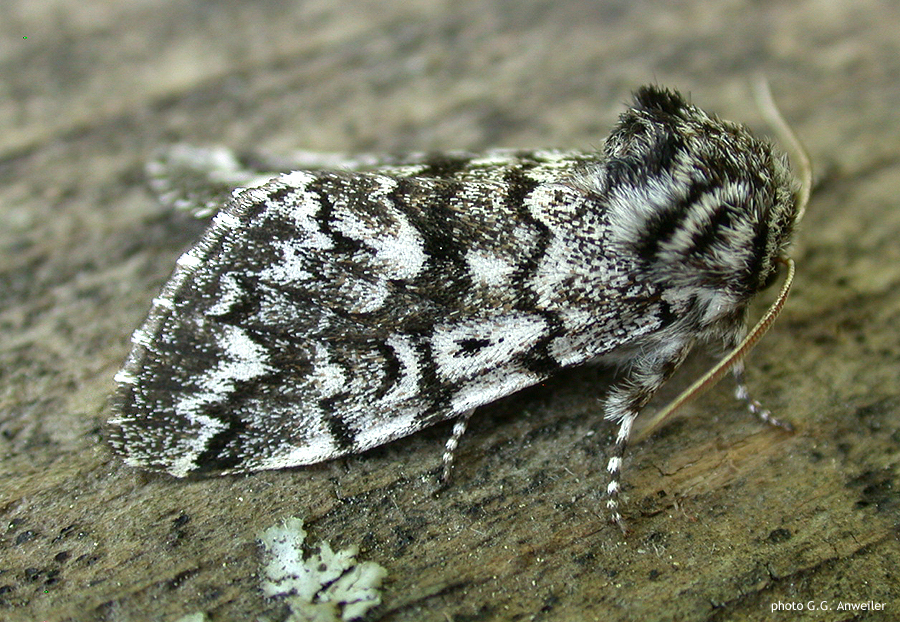
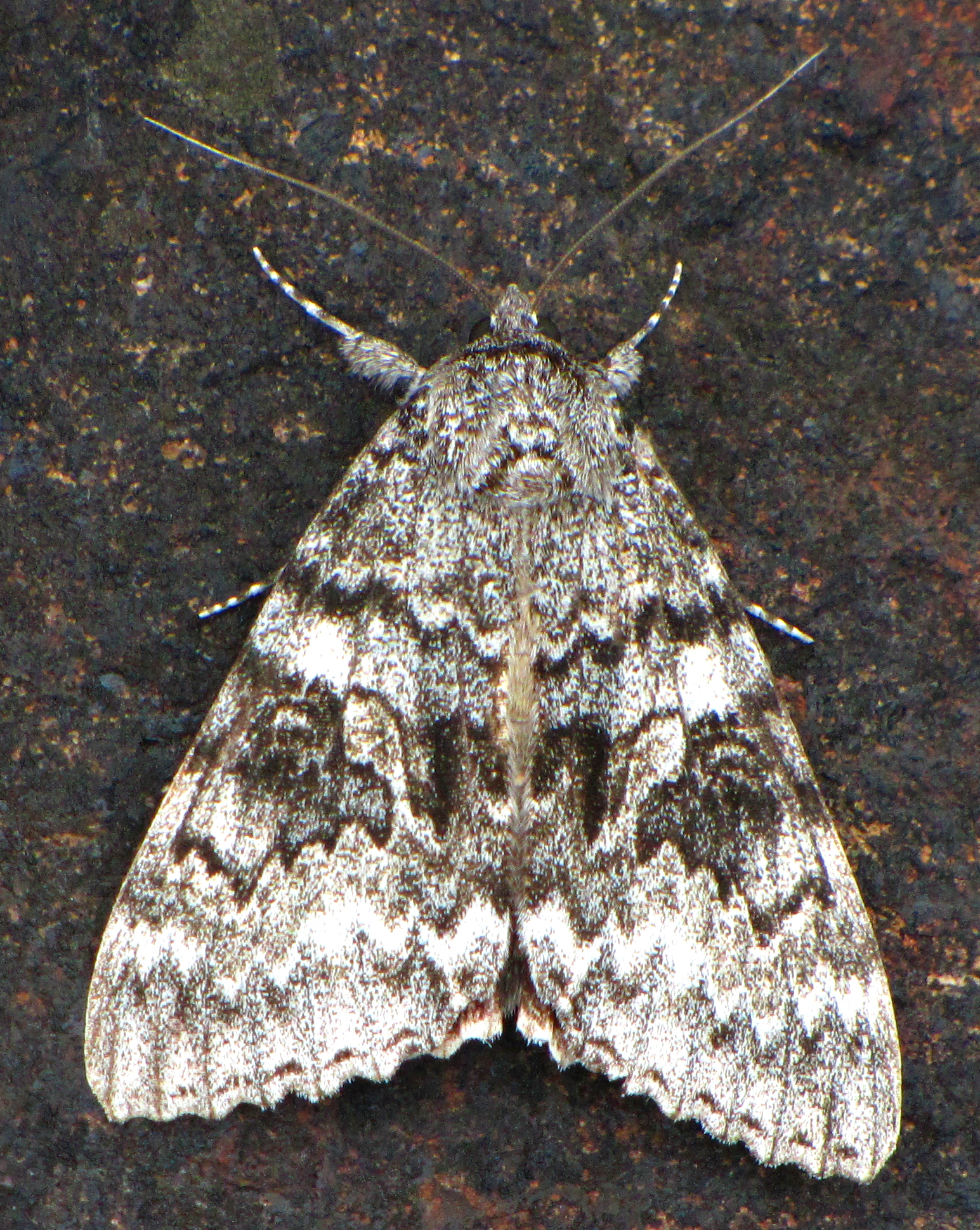